# Arroyo del Abra
Der Arroyo del Abra ist ein im Süden Uruguays gelegener Fluss.
Er mündet als rechtsseitiger Nebenfluss in den Arroyo Solís Grande.